# Российская студенческая весна
Российская студенческая весна (Студвесна) — единственная в России Программа поддержки и развития молодёжного творчества. Программа реализуется на территории Российской Федерации с 1992 года. С 1998 года имеет статус Общероссийского мероприятия. Ежегодно в рамках Программы в мероприятиях участвует более 1 500 000 миллионов студентов, представляющих свыше 700 университетов и колледжей со всех уголков страны.
Программа направлена на совершенствование системы поддержки студенческого творчества, развитие механизмов поддержки творческой деятельности в сфере культуры и искусства, в том числе традиционной народной культуры, сохранение и популяризацию культурного наследия народов России, использование культурного потенциала России для формирования положительного образа страны за рубежом[где?].
В Программу входят следующие проекты: Открытый Международный фестиваль «Студенческая весна стран СНГ», Международный фестиваль «Студенческая весна стран БРИКС и ШОС», Всероссийский фестиваль «Российская студенческая весна», Национальный музыкальный проект «Универвидение», Всероссийский студенческий танцевальный проект «ВДвижении», Национальный конкурс таланта «Краса студенчества России», Всероссийский форум студенческих изданий и молодых журналистов «Медиавесна», Всероссийский фестиваль-конкурс «ЧирЛига»,Национальный музыкальный проект «Студвесна. Авторы», Всероссийский фестиваль молодых дизайнеров «Этномода» и многие другие.
Учредителями «Российской студенческой весны» являются Общероссийская общественная организация «Российский Союз Молодёжи», Министерство науки и высшего образования Российской Федерации, Министерство просвещения Российской Федерации, Министерство культуры Российской Федерации, Автономная некоммерческая организация «Россия — страна возможностей».

## Проекты Программы

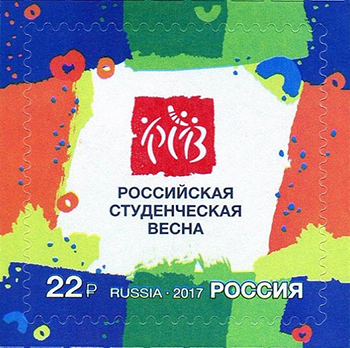
Почтовая марка. XXV Всероссийский фестиваль «Российская студенческая весна»

#### Всероссийский фестиваль «Российская студенческая весна»[6]
Самый масштабный в России фестиваль студенческого творчества, который с 1992 года собирает десятки тысяч молодых людей со всех уголков страны. Национальный финал фестиваля Студвесна, который ежегодно проходит в одном из городов России — одно из самых ярких и красочных событий для молодежи. Участником Фестиваля может стать любой обучающийся в образовательной организации высшего образования или профессиональных образовательных организаций и являющийся победителем или призёром регионального этапа фестиваля.

#### Международный фестиваль «Студенческая весна стран БРИКС и ШОС»
III Международный фестиваль «Студенческая весна стран БРИКС и ШОС» в 2019 году прошел в Ставрополе. Участниками Фестиваля стали 2 500 тысяч человек из 23 стран БРИКС и ШОС: из России, Бразилии, ЮАР, Казахстана, Китая, Кыргызстана, Таджикистана, Узбекистана, Афганистана, Азербайджана, Армении, Камбоджи, Непала, Индии, Ирана, Пакистана, Монголии, Беларуси, Турции, Шри-Ланки. Специальными гостями Фестиваля стали участники из Австрии, Вьетнама и Грузии.
Программа фестиваля была разделена на семь направлений: лидерство и медиа, музыка, красота, спорт, образование и искусство, состоялась серия молодёжных диалогов: Российско-Грузинский и Российско-Вьетнамский.
Проведение фестиваля было приурочено к открытию года председательства Российской Федерации в Шанхайской организации сотрудничества. В 2019 году фестиваль прошел под эгидой ЮНЕСКО. По итогу была подписана резолюция форума стран БРИКС и ШОС. Участники определили приоритеты направлений «Качество образования» и «Неформальное образование». Среди них есть такие пункты, как «Разработка единых регламентов молодёжного тренерства», «Создание общих стандартов развития студенческих комиссий», «Формирование сути обученных студенческих экспертов».
Стоит отметить, что в резолюцию фестиваля вошёл план конкретных мероприятий, который будет реализован профильными ведомствами и молодёжными организациями стран БРИКС и ШОС в 2019—2020 году.

#### Международный фестиваль «Студенческая весна стран СНГ»
Первый Международный фестиваль «Студенческая весна стран СНГ» пройдет в Казани в дни празднования 100-летия ТАССР — в июне 2020 года. Участниками фестиваля станут около 1 500 тысяч студентов из 9 стран. Фестиваль будет посвящен 75-летию Победы в Великой Отечественной войне. «Студвесна стран СНГ» станет масштабным творческим конкурсом, где участники фестиваля будут состязаться в 5 направлениях: музыкальном, танцевальном, театральном, журналистском, а также в оригинальном жанре. В рамках Фестиваля пройдут также образовательная и деловая программы. В ходе образовательной программы пройдут мастер-классы, творческие встречи, а также воркшопы и проектная сессия по развитию Международной программы «Студенческая весна стран СНГ». Деловая программа фестиваля предполагает проведение Форума молодых лидеров стран СНГ, основной темой которого станет обсуждение международного культурно-гуманитарного сотрудничества стран-участниц.

#### Национальная программа продвижения молодёжного творчества «Студвесна.ONLINE»[8]
Новый проект Программы поддержки и развития студенческого творчества «Российская студенческая весна» платформы «Россия — страна возможностей» стал основой для разработки и реализации современных интерактивных онлайн-форм продвижения культуры и искусства в России. «Студвесна ONLINE» выступает образовательной и конкурсной платформой для музыкантов, аранжировщиков и авторов песен, танцевальных коллективов и индивидуальных исполнителей, представителей оригинального жанра и театра.
Мероприятия проекта «Студвесна ONLINE»:
- Всероссийский молодёжный музыкальный проект «Студвесна. Авторы»;
- Всероссийский молодёжный творческий проект «Студвесна. Концерты»;
- Всероссийский молодёжный творческий проект «Студвесна. Звёзды»;
- Всероссийский молодёжный танцевальный проект «Студвесна. ВДвижении»;
- Всероссийский молодёжный образовательный проект «Студвесна. Эксперты»;
- Всероссийский молодёжный образовательный проект «Студвесна. Медиапродвижение».

Уникальный проект призван стать социальным лифтом для молодых талантов и содействовать интернет-продвижению их творчества.

#### Национальный музыкальный проект «Универвидение»[9]
Национальный музыкальный студенческий проект «Универвидение» проводится среди студентов образовательных организаций высшего образования и профессиональных образовательных организаций Российской Федерации и представляет собой музыкально-просветительский проект, в основе которого лежит творческое состязание между исполнителями, организованное по принципу «Евровидения».
Идея проведения «Универвидения» впервые была реализована в 2010 году в «Сыктывкарском государственном университете имени Питирима Сорокина», а спустя 5 лет проект приобрёл статус федерального, объединив представителей учебных заведений различных регионов России. В программе конкурса предусмотрены отборочные прослушивания, работа с экспертами, образовательная программа и финальное шоу. Победителя конкурса определяет профессиональное жюри, состоящее из звезд российской эстрады и продюсеров, и голосование представителей вузов по системе голосования Евровидения.
Хедлайнерами проекта были:
- 2015 год: Доминик Джокер (выпускник «Фабрики звезд», аранжировщик, композитор и продюсер);
- 2016 год: Юлия Волкова (певица, экс-солистка группы «Тату»);
- 2017 год: Сергей Приказчиков (автор, композитор и аранжировщик группы «Пицца», лауреат премий «Муз-ТВ» и «Золотой граммофон»);
- 2018 год: Гузель Хасанова (победитель телевизионного проекта «Новая Фабрика Звезд»).

#### Всероссийский студенческий танцевальный проект «ВДвижении»[10]
Проект является центральным мероприятием направления «Танцевальное» Программы поддержки и развития студенческого творчества «Российская студенческая весна». Идея проекта появилась в 2014 году в Томском государственном педагогическом университете, а в 2015 году проект был включен в программу поддержки и развития студенческого творчества «Российская студенческая весна» и непрерывно реализуется с 2015 года. За 5 лет в конкурсе приняло участие 62 коллектива и более 600 человек. В честь пятилетнего юбилея конкурса было принято решение в 2019 году провести его году в Томске.
Программа очного этапа Проекта проводится в форме конкурсных просмотров номеров и включает в себя: визитную карточку — презентация коллектива в виде танцевальной постановки, подготовленной заранее; видео презентацию — презентация коллектива в формате видеоклипа, который отображает стилистику коллектива с общей режиссёрской идеей, концепцией; дуэт — танцевальная постановка, подготовленная заранее; импровизацию — постановка танцевального номера в период проведения; танцевальный баттл капитанов (финалисты Проекта — 6 коллективов); танцевальный баттл коллективов (супер-финалисты — 3 коллектива).

#### Национальный конкурс таланта «Краса студенчества России»[11]
Краса студенчества России — крупнейший проект в области таланта и красоты для студенток Российской Федерации, где красота представлена, как совокупность духовных качеств, интеллектуальных, спортивных, творческих способностей и внешних данных участниц. Конкурс проводится с 2014 года в рамках Программы поддержки и развития студенческого творчества «Российская студенческая весна».
В 2019 году конкурс впервые прошел для обучающихся профессиональных образовательных организаций Российской Федерации.
Программа очного этапа Конкурса включает: самопрезентацию, где участницам необходимо оригинально рассказать о себе, своей деятельности и достижениях как личных, так и командных; индивидуальное собеседование, во время которого участницам необходимо ответить на ряд вопросов от членов жюри конкурса; тотальный диктант; творческое выступление в любом направлении: музыкальное, танцевальное, театральное, оригинальный жанр и др; специальные конкурсные задания (условия объявляются в процессе проведения конкурса).

#### Всероссийский форум студенческих изданий и молодых журналистов «Медиавесна»[12]
Всероссийский форум студенческих изданий и молодых журналистов «Медиавесна»  — центральное мероприятие приоритетного направления «Журналистика» Программы поддержки и развития студенческого творчества «Российская студенческая весна».
Работа форума направлена на вовлечение студенческой молодёжи Российской Федерации в творческую деятельность и социальную практику в сфере молодёжных медиа, раскрытие её потенциала в реализации конкретных конкурсных задач на повышение уровня культуры работы с информацией и социальной ответственности в области медиакоммуникаций.
Номинации конкурсной программы Форума: видеорепортаж, радиопередача, публикация, студенческое печатное издание, студенческое интернет издание, фоторепортаж, видеоблог.
Экспертами конкурса ежегодно становятся работники информационной сферы: редакторы, пресс-секретари, PR-специалисты, представители общественных организаций и крупнейших холдинговых компаний, известные телеведущие.

#### Всероссийский фестиваль-конкурс «Всероссийская студенческая чир-данс шоу лига»[13]
Всероссийский фестиваль-конкурс «Всероссийская студенческая чир-данс шоу лига» в 2019 году стал центральным мероприятием направления «Танцевальное» Программы поддержки и развития студенческого творчества «Российская студенческая весна». Первый и единственный проект в России, направленный на развитие студенческих групп поддержки и чирлидинга. С 2014 года проект занимается организацией, проведением и полным информационным освещением студенческих мероприятий по чирлидингу. В рамках проекта проводятся фестивали, конкурсы, мастер-классы, тренинги и семинары по подготовке тренерских кадров для студенческих групп поддержки. Участники проекта — обучающиеся более 80 вузов и ссузов.
Проект стартовал в сентябре 2014 года в Санкт-Петербурге, и уже летом 2015 года было подписано соглашение о сотрудничестве между Федерацией чирлидинга России и Российским союзом молодёжи. Осенью 2015 года в Самаре на форуме Россия Студенческая на площадке «Спорт» проект представил более 15-ти городов России, участников семинаров по подготовке тренерских кадров студенческих групп поддержки, организаторов соревнований и фестивалей, а также потенциальных руководителей проекта в регионах. В рамках фестиваля «Российская студенческая весна» в 2016 году в Казани прошёл первый Всероссийский студенческий фестиваль-конкурс.

#### Национальный музыкальный проект «Студвесна. Авторы»[14]
Национальный музыкальный проект «Студвесна. Авторы» — центральное мероприятие направления «Музыкальное» Программы поддержки и развития студенческого творчества «Российская студенческая весна».
«Студвесна. Авторы» — проект, направленный на выявление и адресную поддержку молодых авторов музыки и песен, совершенствование и продвижение российского молодёжного музыкального контента.
Конкурсная программа в 2019 году проходила в четырёх номинациях: «Лучший исполнитель авторской песни», «Лучший автор текста», «Лучший автор музыки» и «Лучший аранжировщик». По итогам онлайн-отборов, в которых приняли участие представители 40 регионов России, в итоговую программу очного этапа конкурса вошли 27 авторов-исполнителей собственных песен из 20 субъектов Российской Федерации.

#### Всероссийский фестиваль молодых дизайнеров «Этномода»[15]
Фестиваль является центральным мероприятием направления «Оригинальный жанр» Программы поддержки и развития студенческого творчества «Российская студенческая весна».
Программа фестиваля традиционно включает: открытие, конкурсный показ коллекций молодых дизайнеров в возрасте до 30 лет, мастер-классы от председателя и членов жюри, гала-показ лучших коллекций и церемонию награждения победителей, культурную и экскурсионную программу для гостей и участников. Номинации фестиваля: «Этномотивы в современной одежде», «Традиционный национальный костюм», «Сценический костюм с элементами ЭТНО», «Этно-Перформанс» и «Прикладное творчество и модные аксессуары в стиле «Этно».

## История Всероссийского фестиваля «Российская студенческая весна»
1993-1998, 2002, 2022 | Самара
Все начиналось в Самаре. Именно в Самаре, на берегах Волги, 30 лет назад возникла замечательная идея объединения творческих студенческих коллективов всей России. Движение «Студенческая весна», существующее к тому времени уже несколько десятков лет, впервые получило статус Общероссийского.
1999 | Санкт-Петербург
«Почувствуй себя звездой!» — такова была основная негласная «политика партии» питерского фестиваля. Эта «политика» проявлялась везде: и на многочисленных мастер-классах, и на открытых площадках. Три открытых площадки в Александровском парке, у Гостиного Двора и на улице Малая Конюшенная вверили юным дарованиям. Студенты собрали много зрителей и получили большое удовольствие от пребывания на сцене.
2000, 2021 | Нижний Новгород
«Оставь свой след в истории», именно под таким девизом проходила «Российская студенческая весна» в Нижнем Новгороде, потому и вся сувенирная и рекламная фестивальная продукция была отмечена «следами». Оценивало результаты студенческого творчества «звездное» жюри, в составе которого были писатель Аркадий Вайнер, художественный руководитель киножурнала «Ералаш» Борис Грачевский, актриса Лариса Голубкина, композиторы Марк Минков и Евгений Дога.
2003, 2013 | Ульяновск
Ульяновск — город с богатым культурным наследием. Знаменитые ленинские места — не единственная его достопримечательность. В год 60-летия со дня основания Ульяновской области «парусная» столица Поволжья стала столицей российского студенчества. Ульяновские студенты — постоянные участники фестиваля «Студенческая весна» с 1993 года.
2004 | Кемерово
Столица Кузбасса стала первым и единственным городом в Сибири, где прошел фестиваль. Во время проведения «Студенческой весны» в Кемерово стояла аномальная, нехарактерная для Сибири жара. Церемония открытия состоялась на открытой площади, что было впервые за всю историю фестиваля. В финале Программы приняли участие около 2000 студентов, фестиваль транслировался на главной площади города. Для участников фестиваля был организован бесплатный проезд на такси. Многие участники того года вспоминают, что каждому студенту, приехавшему на фестиваль, Губернатор Кемеровской области выдал стипендии в размере 500 рублей. Кузбасская делегация одержала победу в фестивале, за что получила награду — поездку в Грецию.
2005, 2019 | Пермь
Пермский период «Российской студенческой весны» вошел в историю фестиваля как самый многочисленный. 2000 студентов из 58 регионов страны демонстрировали свои таланты на конкурсных площадках Перми. Финал «Российской студенческой весны» в 2005 году стал ярким событием и для жителей Перми, и для участников фестиваля — гостей города. С берегов Камы награды увезли делегации Ханты-Мансийского автономного округа, получившие Гран-при фестиваля, джаз-бэнд Big Bang Новосибирского госуниверситета, делегация Челябинской области, показавшая лучшую региональную программу, и театр танца «Миграция» из Кировской области. 27-й Всероссийский фестиваль «Российская студенческая весна» прошел в Перми с 14 по 18 мая 2019 года. В Пермский край приехали около 3000 участников из более чем 80 регионов страны. В 2019 году фестиваль вошел в платформу «Россия — страна возможностей» и стал её первым творческим проектом. Гран-при Фестиваля получила Республика Татарстан с программой «Допрыгался».
2006-2008 | Волгоград
«Российская студенческая весна» в городе-герое Волгограде была не просто большим веселым студенческим праздником, а значительной патриотической акцией, в которой приняли участие 1500 студентов более, чем из 60 регионов России. На «Студвесне» в Волгограде впервые фестиваль проходил практически в двух городах. Поскольку площади Волгограда оказалось недостаточно для студенческого творчества, к фестивальным мероприятиям присоединился город-спутник Волжский. Впервые в церемонии открытия фестиваля и гала-концерте участвовали более 10 тысяч волгоградцев. Впервые работа участников конкурса в номинациях «Журналистика» оценивалась по тем материалам, которые создавались в ходе фестиваля.
2001, 2009, 2016 | Казань
Во всероссийском фестивале в 2001 году в Казани участвовало более 1000 студентов из 49 регионов России. Помимо регионов РФ, впервые в фестивале приняли участие международные делегации. Для Казани и для программы «Российская студенческая весна» 2009 год стал знаковым. В жюри фестиваля были: Александр Песков, Юрий Васильев, Михаил Марфин, Олег Газманов, Сергей Гореликов, Аркадий Цирульников и другие.
Фестиваль прошел в преддверии XXVII Всемирной летней Универсиады — 2013 под знаком Года Молодежи. 2016 год отметился количеством участников 3000 человек, приехавших из 74 субъектов Российской Федерации. Экспертами фестиваля выступили более 50 ведущих деятелей искусств и культуры России, такие как Яна Чурикова, Сергей Нетиевский, Егор Дружинин, Никита Высоцкий, Лариса Назарова, Борис Корчевников и другие. XXIV Всероссийский фестиваль «Российская студенческая весна» стал самым массовым всероссийским фестивалем за историю программы.
2010 | Нальчик
В год своего совершеннолетия всероссийский фестиваль пришел в Кабардино-Балкарскую Республику. Более 1000 студентов из 50 регионов России провели шесть ярких дней вместе с жителями города Нальчик. Фестиваль прошел в рамках празднования юбилея Победы в Великой Отечественной войне.
2011 | Тюмень
Более 2000 участников XIX всероссийского фестиваля «Российская студенческая весна» в Тюмени окунулись в неповторимую атмосферу детства, добра и гостеприимства. Студенты жили в комфортабельных загородных лагерях области, в лесу. Там свежий воздух и оздоровительные процедуры совместили с обилием репетиционных площадок и развлекательных мероприятий. Прорывом в истории программы стала интернет-трансляция «Web-весна», которую посмотрели более 140 тысяч человек!
2012, 2022 | Челябинск
«Студвесна на высоте!» — под таким девизом фестиваль отпраздновал свое 20-летие. Даже в самых мелких деталях была отражена «высота». Впервые за всю историю фестиваля открытие состоялось для 2500 участников на режимном объекте — в цехе «Высота 239» Челябинского трубопрокатного завода. По результатам фестиваля премии поддержки талантливой молодежи в рамках Национального приоритетного проекта «Образование» были удостоены 90 победителей и призёров.
2014 | Тольятти
С 15 по 20 мая 2014 года в городе Тольятти Самарской области состоялся XXII Всероссийский фестиваль «Российская студенческая весна», в котором приняло участие 2500 талантливых студентов. К организации фестиваля привлекли более 900 волонтеров из числа студентов Самарской области. Всего на фестивале работало более 40 служб, более 120 специалистов отрасли молодёжной политики.
2015 | Владивосток
XXIII Всероссийский фестиваль «Российская студенческая весна» впервые прошел на территории Дальнего Востока в 2015 году. К организации фестиваля было привлечено более 300 волонтеров из числа студентов Приморского края, Хабаровского края, Забайкальского края, Республики Татарстан прошедших специализированное обучение и подготовку. В фестивале приняли участие около 2000 студентов из более 60 регионов России.
Особенным во Владивостоке был факт проведения открытия на берегу моря, а также проживания всех участников в одном месте — в кампусе ДВФУ на острове Русский. Фестиваль «Российская студенческая весна» в 2015 году стал самым массовым молодёжным событием, прошедшим на территории Дальнего Востока.
2017 | Тула — Москва
Студенческая весна впервые собрала абсолютно все субъекты Российской Федерации! К организации Фестиваля было привлечено более 800 волонтеров из числа студентов разных регионов, прошедших специализированное обучение и подготовку. Программа Фестиваля включала творческие конкурсы по основным направлениям Программы («танцевальное», «музыкальное», «театральное», «оригинальный жанр», «региональные программы», «журналистика»).
Официальным символом Фестиваля стало каллиграфическое начертание юбилейной даты 25 лет. Фирменные цвета символизировали шесть творческих направлений программы. В качестве дополнительных элементов были выбраны традиционные образы города Тулы: Тульский пряник, гармонь и самовар. Церемония открытия Фестиваля состоялась в Тульском кремле.
2018 | Ставрополь
XXVI Всероссийский фестиваль «Российская студенческая весна» прошел в Ставрополе с 15 по 20 мая 2018 года. В Фестивале приняло участие около 2 600 участников из 80 регионов страны. Официальными символами XXVI Фестиваля стали Тифлисские ворота, как один из самых известных памятников города, а также южный слон, так как Ставрополь считается «родиной южных слонов» в городском музее находятся два из пяти существующих в мире скелета древних южных слонов Архип и Нюся.
В качестве приглашенных звезд выступили с концертом Ёлка, группа Би-2 и рэпер Матвей Мельников, более известный под именем Мот. Впервые в истории конкурса было присуждено сразу два Гран-при — командам из Татарстана и ЯМАО.

2020 | Ростов-на-Дону
Всероссийский фестиваль «Российская студенческая весна – весна Победы» Российского Союза Молодежи прошёл официально с 5 по 10 сентября 2020 года. Конкурсными направлениями в 2020 году стали: «Региональная программа», «Вокальное», «Инструментальное», «Танцевальное», «Театральное», «Оригинальный жанр», «Мода», «Журналистика» и «Видео». Даты фестиваля были пересыщены в связи с ковидными ограничениями.  
2021| Нижний Новгород
Национальный финал Программы – XXIX Всероссийский фестиваль «Российская студенческая весна» прошел с 15 по 20 мая 2021 года в Нижнем Новгороде в рамках празднования 800-летия со дня основания города Нижнего Новгорода. Фестиваль в Нижнем Новгороде объединил 3500 самых талантливых студентов образовательных организаций высшего образования и профессиональных образовательных организаций в возрасте от 16 до 27 лет из 85 регионов России, ставших победителями региональных отборочных конкурсов и фестивалей.  Конкурсная программа фестиваля была представлена в 11 направлениях: «Региональная программа», «Вокальное», «Инструментальное», «Танцевальное», «Театральное», «Оригинальный жанр», «Мода», «Журналистика», «Видео», «Арт» и «Научный слэм».

2022| Самара и Челябинск
В 2022 году, в юбилейный год проведения фестиваля, прошли два национальных этапа Программы поддержки и развития студенческого творчества «Российская студенческая весна»: XXX Всероссийский фестиваль «Российская студенческая весна» образовательных организаций высшего образования (Фестиваль ООВО) в Самаре; XXX (I) Всероссийский фестиваль «Российская студенческая весна» профессиональных образовательных организаций (Фестиваль ПОО) в Челябинске. Участниками фестиваля стали лучшие студенты с 85 регионов Российской Федерации, прошедшие отборы в своих образовательных организациях и региональные отборочные этапы. Все конкурсанты прошли отборочные этапы — более 500 000 представителей творческой студенческой молодёжи в возрасте от 16 до 35 лет, обучающиеся в профессиональных образовательных организациях и образовательных организаций высшего образования Российской Федерации. Все финалисты прошли региональные отборочные этапы. Также в рамках проведения юбилейного фестиваля  установили рекорд Книги рекордов России, приуроченного к Году культурного наследия народов России в Российской Федерации: самое массовое разножанровое танцевальное вращение. Данное событие прошло 22 мая 2022 года на площади Куйбышева в Самаре, где собралось более 1 000 студентов со всей страны. Специальное направление фестиваля – «Российская школьная весна». В 2022 году для 200 обучающихся общеобразовательных организаций прошел пилотный проект — конкурс творчества по музыкальному, танцевальному и театральному направлениям. В 2023 году прошел первый в России масштабный фестиваль непрофессионального ученического творчества «Российская школьная весна» — проект Российского Союза Молодежи, Российского движения детей и молодежи, Правительства Ставропольского края. Участниками фестиваля стали школьники от 14 до 18 лет. 

2023| Пермь, Ставрополь, Ханты-Мансийск
XXXI Всероссийский фестиваль «Российская студенческая весна» для студентов высшего образования, совместный проект Российского Союза Молодежи и президентской платформы «Россия – страна возможностей», прошел с 26 мая по 1 июня 2023 года в Перми. 3500 конкурсантов из более чем 70 регионов представили около 1 500 конкурсных номеров. Студенты соревновались  в 52 номинациях по 10 направлениям, в том числе и «Региональной программе». Фестиваль в Пермском крае прошел в рамках празднования 300-летия региона и Дня Российского Союза Молодежи (31 мая) и стал одних из массовых молодёжных конкурсных мероприятий в России для студентов вузов. Слоган фестиваля — «Всё по-своему».

С 13 марта по 5 июня 2023 года прошел первый в России  масштабный фестиваль непрофессионального ученического творчества «Российская школьная весна» — проект Российского Союза Молодежи, Российского движения детей и молодежи, Правительства Ставропольского края. Участниками фестиваля стали школьники от 14 до 18 лет. «Российская школьная весна» впервые прошла как пилотный проект в 2022 году в рамках юбилейного фестиваля Студвесны в Самаре. А в этом году у учащейся молодежи состоялся свой отдельный фестиваль в Ставрополе с 1 по 5 июня. 

XXXI (II) Всероссийский фестиваль «Российская студенческая весна» для студентов профессиональных образовательных организаций, совместный проект Российского Союза Молодежи и президентской платформы «Россия – страна возможностей», прошел с 11 по 17 июня 2023 года в Ханты- Мансийске. 2000 конкурсантов из более чем 70 регионов представили около 1 000 конкурсных номеров. Фестиваль в Югре прошел в рамках празднования Дня России (12 июня) и стал одних из массовых молодёжных конкурсных мероприятий в России для студентов ссузов и колледжей. Слоган фестиваля — «Ближе, чем кажется».
2024| Саратов
XXXII Всероссийский фестиваль «Российская студенческая весна» прошёл в Саратове с 26 мая по 1 июня 2024 года. Фестиваль впервые проходил на саратовской земле и под слоганом, который выбрали сами участники — «Студвесна. Ближе к звёздам». В 2024 году фестиваль приурочен к 90-летию со Дня рождения первого космонавта планеты Юрия Алексеевича Гагарина. Именно он 63 года назад совершил первый полет в космическое пространство и успешно приземлился в Саратовской области. Торжественная Церемония открытия фестиваля прошла под названием «Полёт 108 минут», которая длилась, как и первый полет первого человека в космосе.
В течение недели 3600 участников фестиваля из 80 регионов России показывали свои способности в 10 творческих направлениях: «Региональная программа», «Вокальное», «Инструментальное», «Танцевальное», «Театральное», «Оригинальный жанр», «Мода», «Медиа», «Видео», «Арт». Площадками проведения каждого конкурсного направления стали концертные объекты города Саратова. 
Весь период проведения фестиваля на территории Театральной площади работал «Фестивальный городок», где каждый день проходили концерты региональных и федеральных артистов, а также выступления самих участников фестиваля. На территории Фестивального городка участники направления «Арт» в номинации «Стрит-арт» расписывали космические капсулы, а затем защищали свои проекты. Художниками-авторами стали также и эксперты данного направления. На Церемонии закрытия фестиваля подвели итоги и вручили награды победителям.

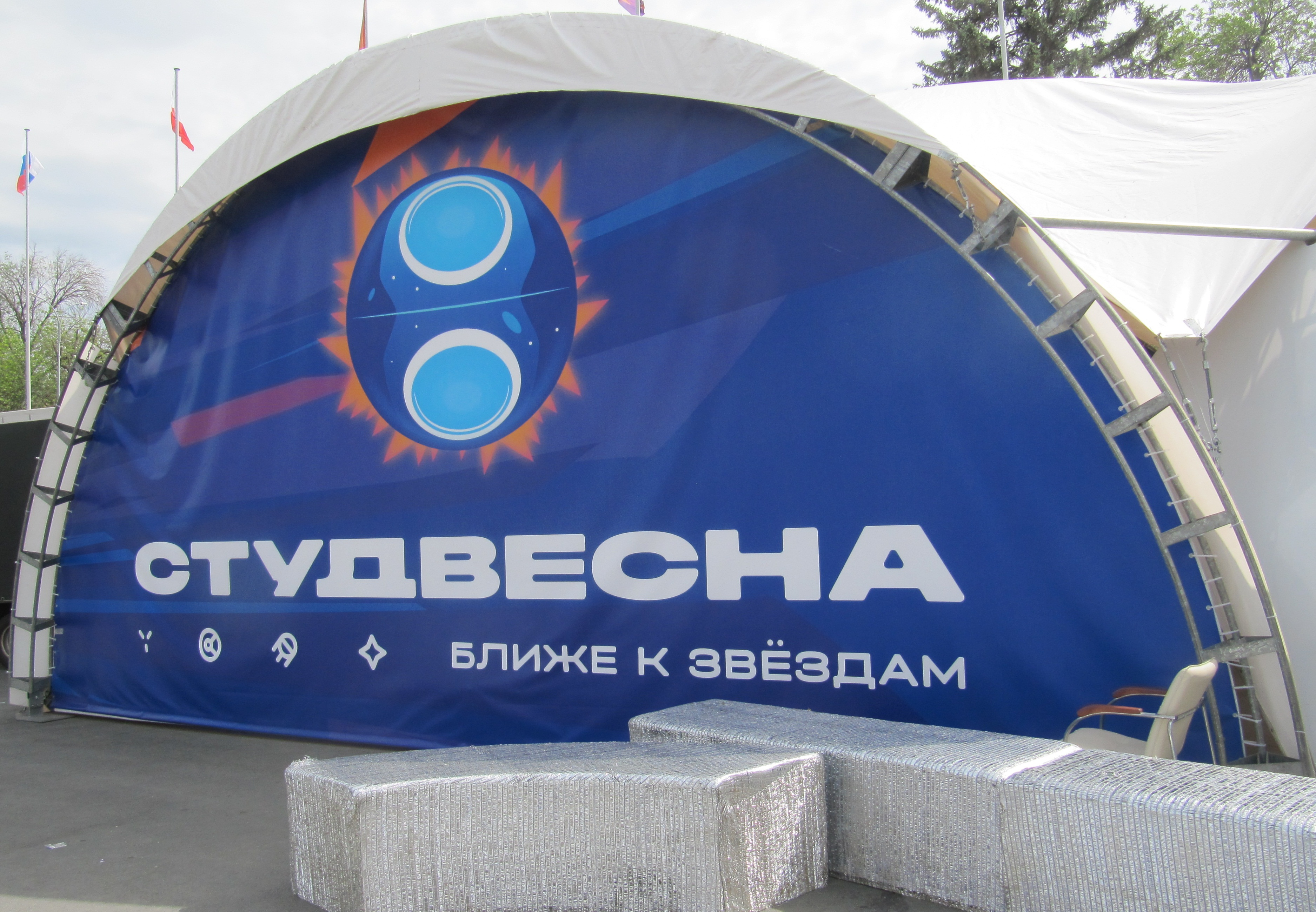
Студвесна. Ближе к звёздам
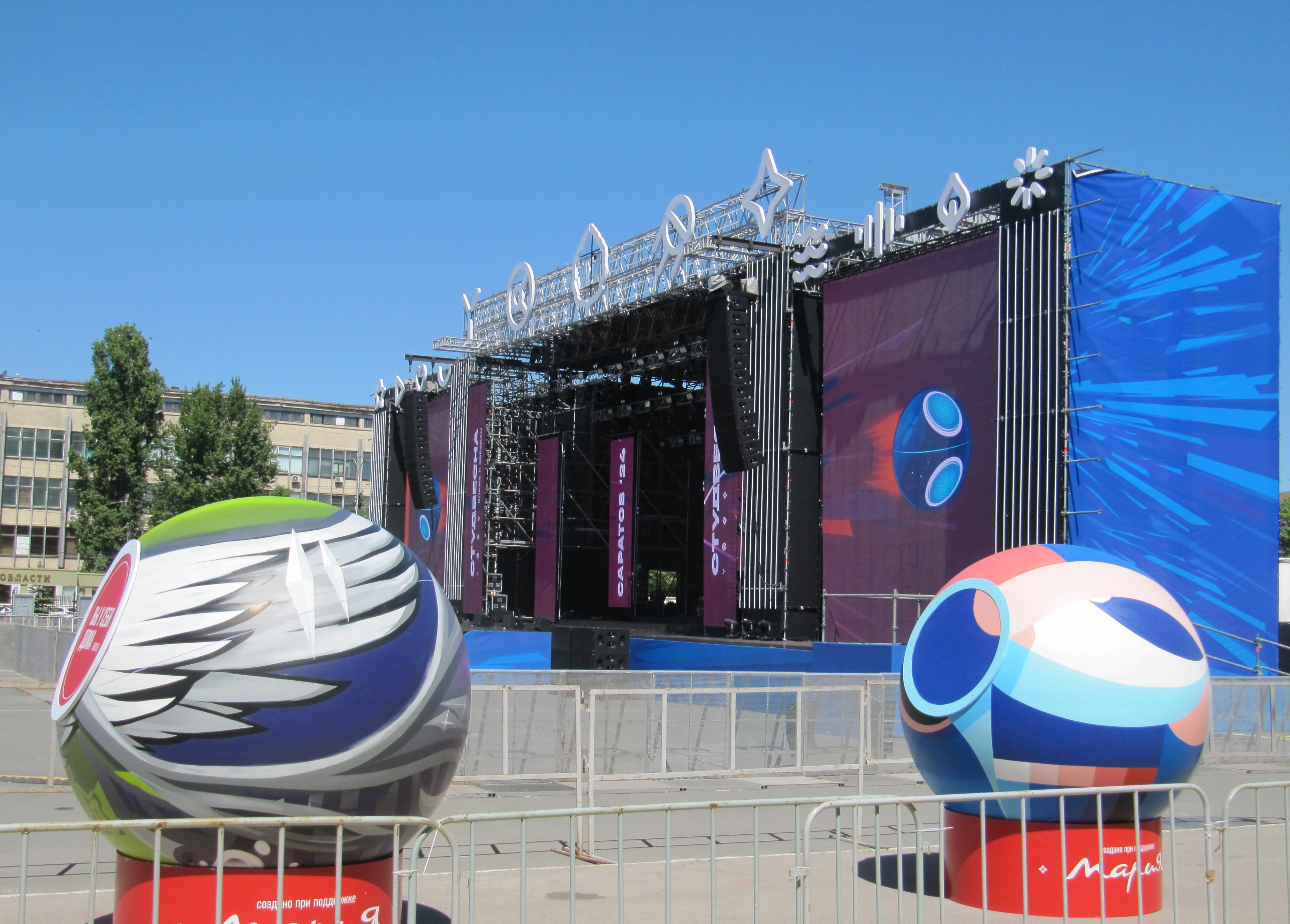
Студвесна: сцена
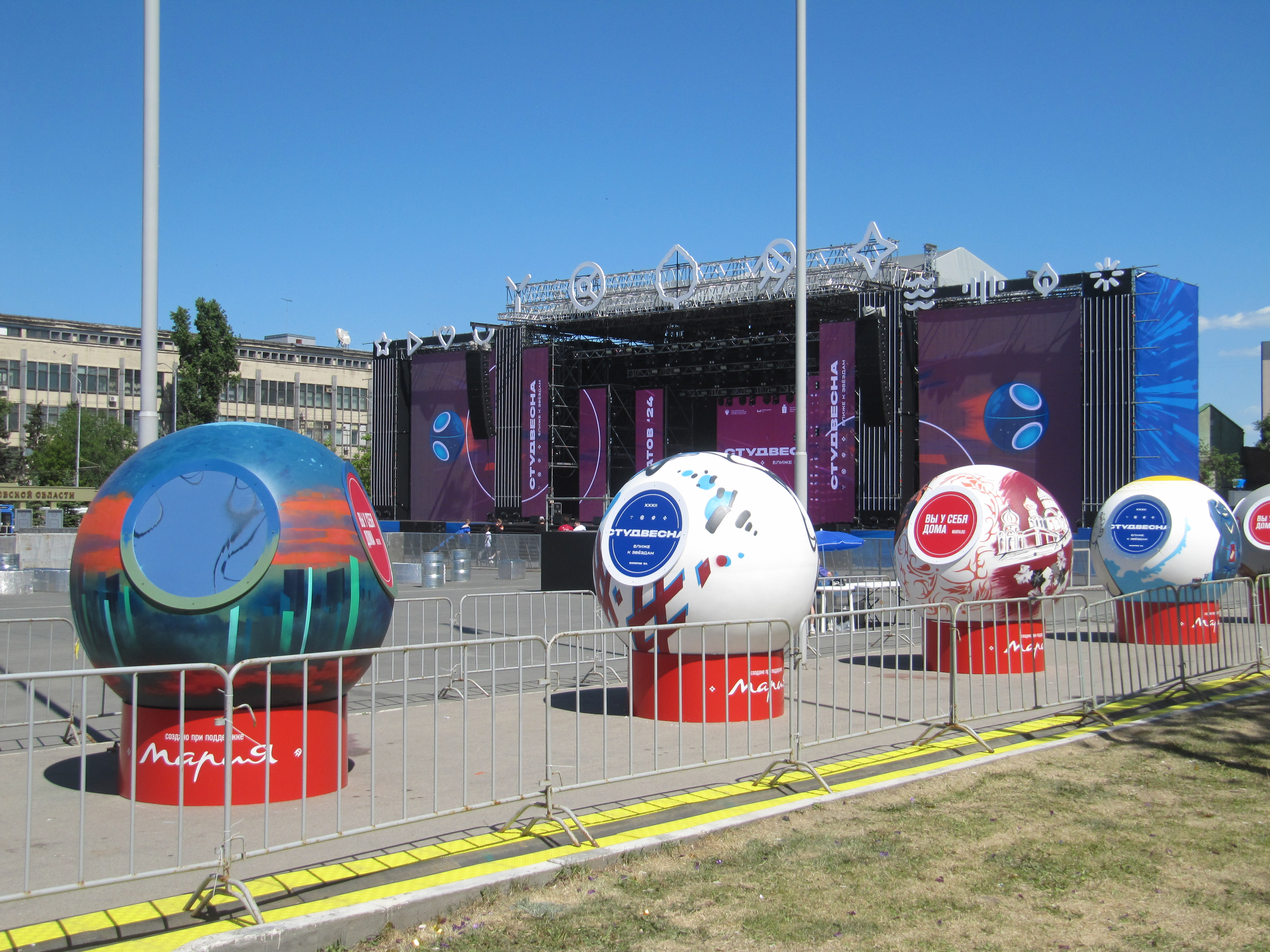
Студвесна: сцена